# 柏林陷落 (1806年)
柏林陷落發生於1806年10月24日，是第四次反法同盟中的一次重要事件。在耶拿-奧爾施泰特會戰慘敗後，普魯士王國首都柏林在短短10天後淪陷。在進入這座城市後，法國皇帝拿破崙一世頒布了柏林法令以開始實施他的大陸體系。柏林在佔領期間遭到大規模掠奪。

## 註腳
1. ↑  Connelly 2006，第101頁.
2. ↑  Clodfelter 2017，第150頁.
3. ↑  Leggiere 2002，第19頁.

## 另間
- Chandler, David. . Bloomsbury. 1993.
- Roberts, Andrew. . Penguin. 2014.